# Maureen O'Hara
Maureen O'Hara, nascida Maureen FitzSimons. (Dublin, 17 de agosto de 1920 - Boise, 24 de outubro de 2015), foi uma atriz e cantora irlandesa. Ficou conhecida por interpretar heroínas fortes e apaixonantes com notável sensibilidade. Trabalhou diversas vezes com o diretor John Ford e com John Wayne, seu amigo de longa data. Sua autobiografia, intitulada  'Tis Herself, foi publicada em 2004 e tornou-se um best-seller do New York Times.

## Biografia
O'Hara nasceu na Beechwood Avenue, localizada em Ranelagh, subúrbio irlandês. Seu nome de batismo é Maureen FitzSimons. Ela tem cinco irmãos, Peggy, Charles, Florrie, Margot e Jimmy, sendo a segunda filha mais velha. O pai dela era um empresário do ramo de roupas, que também comprou o Shamrock Rovers Football Club, time que a atriz apoia desda a infância. Sua mãe, uma ex-contralto de óperas, era uma costureira de trajes femininos bem sucedida. O'Hara foi criada como católica, religião que continua seguindo.
Maureen O'Hara frequentou a Abbey Theatre, uma escola de representação, e a Ena Mary Burke School of Drama and Elocution, em Dublin. Nessa época, ela sonhava em ser uma atriz de teatro. Dos seis aos dezessete anos, ela recebeu treinamento em drama, canto e dança. Aos dez anos, ela entrou para a Rathmines Theatre Company, onde atuava em peça amadoras.
O pai de O'Hara era um homem muito prático que não apoiava completamente as aspirações teatrais dela. Ele insistiu que ela aprendesse alguma coisa para o caso de sua carreira como atriz não desse certo. Então, ela se matriculou em uma escola de negócios e tornou-se uma eficiente contadora e datilógrafa. Tais habilidades vieram a ser úteis anos mais tarde, quando ela precisou  transcrever notas de John Ford sobre a adaptação cinematográfica de The Quiet Man, conto de Maurice Walsh.
Ela se saiu bem em seu treinamento na escola Abbey, por isso ganhou a oportunidade de fazer um teste em Londres para o cinema.
Em 1938, ela fez uma ponta em seu primeiro filme (Kicking the Moon Around), em Londres. No ano seguinte contracenou com Charles Laughton em A Estalagem Maldita, de Alfred Hitchcock. Fascinado pela ruiva de olhos verdes, Laughton levou-a para Hollywood, onde voltaram a atuar juntos no clássico O Corcunda de Notre Dame, baseado na obra de Victor Hugo. O’Hara entrou para a história do horror como a mais sedutora intérprete de Esmeralda nas telas. Foi a favorita de John Ford, que dirigiu-a em Como Era Verde o Meu Vale (1941) e A Paixão de uma Vida e Depois do Vendaval (1952, com seus irmãos Sean McClory e Charles FitzSimons) e Asas de Águias (1957), nos quais formou par romântico com John Wayne, ao lado de quem fez também Quando um Homem É Homem (1963) e Jake Grandão (1971). Após 20 anos longe das telas, retornou em Mamãe Não Quer Que Eu Case (1991) e atuou em alguns telefilmes.
Segundo o seu manager, John Nicoletti, morreu na sua casa em Boise, no estado norte-americano de Idaho, rodeada pela família e a ouvir "a sua música preferida", exactamente do filme O Homem Tranquilo.

## Vida pessoal
Em 1939, aos 19 anos de idade, ela casou-se com George H. Brown, um produtor, assistente de produção e ocasionalmente roteirista, cujo trabalho mais conhecido foi o filme da década de 1960 Murder She Said, adaptação das histórias de Miss Marple. O casamento foi anulado em 1941. Nesse mesmo ano, ela se casou com William Houston Price, diretor de filmes que havia sido diretor de diálogos no filme O Corcunda de Notre Dame, mas o casamento chegou ao fim em 1953 devido aos problemas de Prince com alcóol. Da união nasceu Bronwyn FitzSimons Price, nascida em 1944, única filha de O'Hara. De 1953 até 1967, O'Hara teve um relacionamento com Enrique Parra, político e bancário mexicano. Em sua biografia, ela escreveu sobre ele: "Enrique me salvou da escuridão de um casamento abusivo e trouxe-me de volta à luz calorosa da vida. Deixá-lo foi uma das coisas mais difíceis que tive de fazer."
Casou-se com Charles F. Blair Júnior, seu terceiro marido, em 12 de março de 1968. Blair era um pioneiro na indústria transatlântica de aviação, um ex-brigadeiro da Força Aérea dos Estados Unidos e piloto chefe aposentado da Pan Am. Alguns anos após o seu casamento, O'Hara aposentou-se da carreira como atriz. Em 1978, Blair morreu em decorrência de um acidente aéreo. O'Hara, então, foi eleita CEO e presidente da Antilles Airboats, com a distinção de ser a primeira mulher a presidir uma empresa área regular nos Estados Unidos. Mais tarde, ela vendeu a companhia com a permissão dos acionistas.
O'Hara permaneceu aposentada até 1991, quando voltou a atuar no filme Only the Lonely, interpretando Rose Muldoon, a mãe dominadora de um policial da cidade de Chicago interpretado por John Candy. Nos anos seguintes, ela atuou em vários filmes feitos para a televisão. Entre eles, The Christmas Box, Cab for Canada e The Last Dance, o último de seus filmes, que foi lançado em 2000.
Agora aposentada, ela tem casas no Arizona e em Virgin Islands, mas vive principalmente em Glengarriff, County Cork. Em junho de 2011, ela participou do Maureen O'Hara Film Festival em Glengarriff.
Maureen faleceu em sua casa, em Boise, aos 95 anos, de causas naturais, segundo comunicou sua família em 24 de outubro de 2015. Sepultada no Cemitério Nacional de Arlington.

## Filmografia[8]
| Filme     | Filme                         | Filme                         | Filme                                  |
| Ano       | Filme                         | Personagem                    | Título Original                        |
| --------- | ----------------------------- | ----------------------------- | -------------------------------------- |
| 1938      | Kicking the Moon Around       | Secretária                    | Kicking the Moon Around                |
| 1938      | My Irish Molly                | Eileen O'Shea                 | My Irish Molly                         |
| 1939      | Estalagem Maldita (br)        | Mary Yellen                   | Jamaica Inn                            |
| 1939      | O Corcunda de Notre Dame      | Esmeralda                     | The Hunchback of Notre Dame            |
| 1940      | Vítimas do Divórcio           | Sydney Fairfield              | A Bill of Divorcement                  |
| 1940      | A Vida É Uma Dança            | Judy O'Brien                  | Dance, Girl, Dance                     |
| 1941      | Aconteceu na Argentina        | Lolita O'Shea                 | They Met in Argentina                  |
| 1941      | Como Era Verde o Meu Vale     | Angharad                      | How Green Was My Valley                |
| 1942      | Defensores da Bandeira        | Mary Carter                   | To the Shores of Tripoli               |
| 1942      | Dez Cavalheiros de West Point | Carolyn Bainbridge            | Ten Gentlemen from West Point          |
| 1942      | O Cisne Negro                 | Lady Margaret Denby           | The Black Swan                         |
| 1943      | O Sargento Imortal            | Valentine Lee                 | Immortal Sergeant                      |
| 1943      | Esta Terra É Minha            | Louise Martin                 | This Land Is Mine                      |
| 1943      | O Beijo da Traição            | Toni Donne                    | The Fallen Sparrow                     |
| 1944      | Buffalo Bill                  | Louisa Frederici Cody         | Buffalo Bill                           |
| 1945      | O Pirata dos Sete Mares       | Contessa Francesca            | The Spanish Main                       |
| 1946      | Conflito Sentimental          | Julie Beck / Weatherly        | Sentimental Journey                    |
| 1946      | A Professora se Diverte       | Katherine "Kitten" Hilliard   | Do You Love Me                         |
| 1947      | Sinbad, O Marujo              | Shireen                       | Sinbad the Sailor                      |
| 1947      | Tu Voltarás, Querida          | Leslie Hale                   | The Homestretch                        |
| 1947      | De Ilusão Também se Vive      | Doris Walker                  | Miracle on 34th Street                 |
| 1947      | Débil é a Carne               | Odalie "Lilli" D'Arceneaux    | The Foxes of Harrow                    |
| 1948      | Ama-Seca Por Acaso            | Tacey King                    | Sitting Pretty                         |
| 1949      | A Vida Íntima de uma Mulher   | Marian Washburn               | A Woman's Secret                       |
| 1949      | Rua Proibida                  | Adelaide "Addie" Culver       | The Forbidden Street                   |
| 1949      | Papai Foi um Craque           | Elizabeth Cooper              | Father was a Fullback                  |
| 1949      | Bagdá                         | Princess Marjan               | Bagdad                                 |
| 1950      | Terra Selvagem                | Katie Howard                  | Comanche Territory                     |
| 1950      | Trípoli                       | Countess D'Arneau             | Tripoli                                |
| 1950      | Rio Bravo                     | Mrs. Kathleen Yorke           | Rio Grande                             |
| 1951      | Paixão de Beduíno             | Princess Tanya                | Flame of Araby                         |
| 1952      | Os Filhos dos Mosqueteiros    | Claire                        | At Sword's Point                       |
| 1952      | A Lei do Chicote              | Dell McGuire                  | Kangaroo                               |
| 1952      | Depois do Vendaval            | Mary Kate Danaher             | The Quiet Man                          |
| 1952      | Contra Todas as Bandeiras     | Prudence "Spitfire" Stevens   | Against All Flags                      |
| 1953      | A Rainha dos Renegados        | Kate Maxwell                  | The Redhead from Wyoming               |
| 1953      | A Grande Audácia              | Elaine Corwin                 | War Arrow                              |
| 1954      | África de Fogo                | Joanna Dana                   | Malaga                                 |
| 1955      | A Paixão de uma Vida          | Mary O'Donnell                | The Long Gray Line                     |
| 1955      | O Magnífico Matador           | Karen Harrison                | The Magnificent Matador                |
| 1955      | O Suplício de Lady Godiva     | Lady Godiva                   | Lady Godiva of Coventry                |
| 1956      | Lisboa                        | Sylvia Merrill                | Lisbon                                 |
| 1956      | O Estopim do Escândalo        | Joan Madison                  | Everything But the Truth               |
| 1957      | Asas de Águia                 | Min Wead                      | The Wings of Eagles                    |
| 1959      | Nosso Homem em Havana         | Beatrice Severn               | Our Man in Havana                      |
| 1961      | Parceiros da Morte            | Kit Tilden                    | The Deadly Companions                  |
| 1961      | Operação Cupido               | Margaret "Maggie" McKendrick  | The Parent Trap                        |
| 1962      | As Férias de Papai            | Peggy Hobbs                   | Mr. Hobbs Takes a Vacation             |
| 1963      | Os Nove Irmãos                | Olivia Spencer                | Spencer's Mountain                     |
| 1963      | Quando um Homem É Homem       | Katherine Gilhooley McLintock | McLintock!                             |
| 1965      | Vila Fiorita                  | Moira                         | The Battle of the Villa Fiorita        |
| 1966      | Raça Brava                    | Martha Price                  | The Rare Breed                         |
| 1970      | Uma Família Biruta            | Elsie Waltz                   | How Do I Love Thee?                    |
| 1971      | Jake Grandão                  | Martha McCandles              | Big Jake                               |
| 1991      | Mamãe Não Quer Que Eu Case    | Rose Muldoon                  | Only the Lonely (filme)                |
| 1994      | A Century of Cinema           | Ela mesma                     |                                        |
| Televisão |                               |                               |                                        |
| Ano       | Título                        | Personagem                    | Notas                                  |
| 1958      | The Pat Boone Chevy Showroom  | Ela mesma                     | Show de variedades da ABC              |
| 1960      | Mrs. Miniver                  | Mrs. Miniver                  | Filme para televisão                   |
| 1960      | DuPont Show of the Month      | Lady Marguerite Blakeney      | 1 episódio                             |
| 1960      | The Bell Telephone Hour       | Anfitriã                      | 1 episódio                             |
| 1963      | Hallmark Hall of Fame         | Susanna Cibber                | 1 episódio                             |
| 1966      | The Garry Moore Show          | Sara Longstreet               | 1 episódio. Da peça High Button Shoes. |
| 1973      | The Red Pony                  | Ruth Tiflin                   |                                        |
| 1995      | The Christmas Box             | Mary Parkin                   | Filme para televisão                   |
| 1998      | Cab to Canada                 | Katherine Eure                | Filme para televisão                   |
| 2000      | The Last Dance                | Helen Parker                  | Filme para televisão                   |